# Amaro (santo)
San Amaro es un peregrino que ha sido tradicionalmente venerado como santo en la Iglesia católica, si bien la última edición del Martirologio (2004) omite su nombre por considerarlo un personaje legendario.
Su vida queda enlazada con la ciudad española de Burgos, donde está enterrado en la ermita que lleva su nombre.

## Historia
Poco se sabe sobre el personaje. Se piensa que fue un penitente de origen francés que hizo la peregrinación a Santiago de Compostela y que a su vuelta se estableció definitivamente en la ciudad de Burgos, dedicando desde entonces su vida a cuidar a los enfermos, los pobres y los peregrinos que llegaban al Hospital del Rey.
En 1614, el comendador Lazcano, del Hospital del Rey, ordena rehacer la ermita primitiva donde estaba enterrado San Amaro, en mitad del cementerio de este mismo Hospital, y paga de su bolsillo un sepulcro de piedra representando al santo.
La vida de San Amaro está reflejada en once lienzos (de los doce que hubo al principio) que se pueden contemplar todavía en la ermita. Fueron encargados en 1691 por un grupo de devotos. Se ve cómo recibe a los pobres, cómo Satanás intenta engañarle, cómo reza, cómo visita a los enfermos y les cura. El undécimo cuadro representa la noche de su fallecimiento, cuando se vio en el Hospital un "maravilloso" incendio, sin llamas, anunciando su muerte y cuando las campanas sonaron solas. El duodécimo cuadro ilustra el entierro suntuoso de este personaje.
San Amaro Peregrino se celebra el 10 de mayo. Tiene novena e himno.

## Ermita de San Amaro
La ermita, situada en la zona oeste de la ciudad y parte del Camino de Santiago, se levanta en el centro del antiguo cementerio del Hospital del Rey.
Al fallecer San Amaro, se decide darle sepultura allí y numerosos devotos empiezan a venerar su tumba. En 1614, Fray Pedro Lazcano, comendador del Hospital del Rey, manda rehacer la primera ermita y costea el sepulcro de piedra representando a San Amaro yacente, las manos en oración. Una inscripción, a los pies del santo, dice "Año de mil seiscientos catorce, siendo veedor Fray P. Lazcano de este Real Hospital hizo reedificar esta ermita del Señor San Amaro a costa de dicho Hospital. Y este sepulcro del dicho santo hizo hacer a su costa. Sea para honra y servicio de nuestro Señor".
En realidad, se trata de un santuario, ya que en este lugar descansan sus restos.
Está construida en estilo barroco y en ella destacan el retablo del altar mayor, de estilo neogótico de 1907. 
La campana es un esquilín de bronce con yugo metálico que lleva la inscripción SANCTE AMARE ORA PRONOBIS AÑO 1684. 
Hasta principios del siglo XX, numerosos exvotos entregados por devotos decoraban las paredes del santuario.

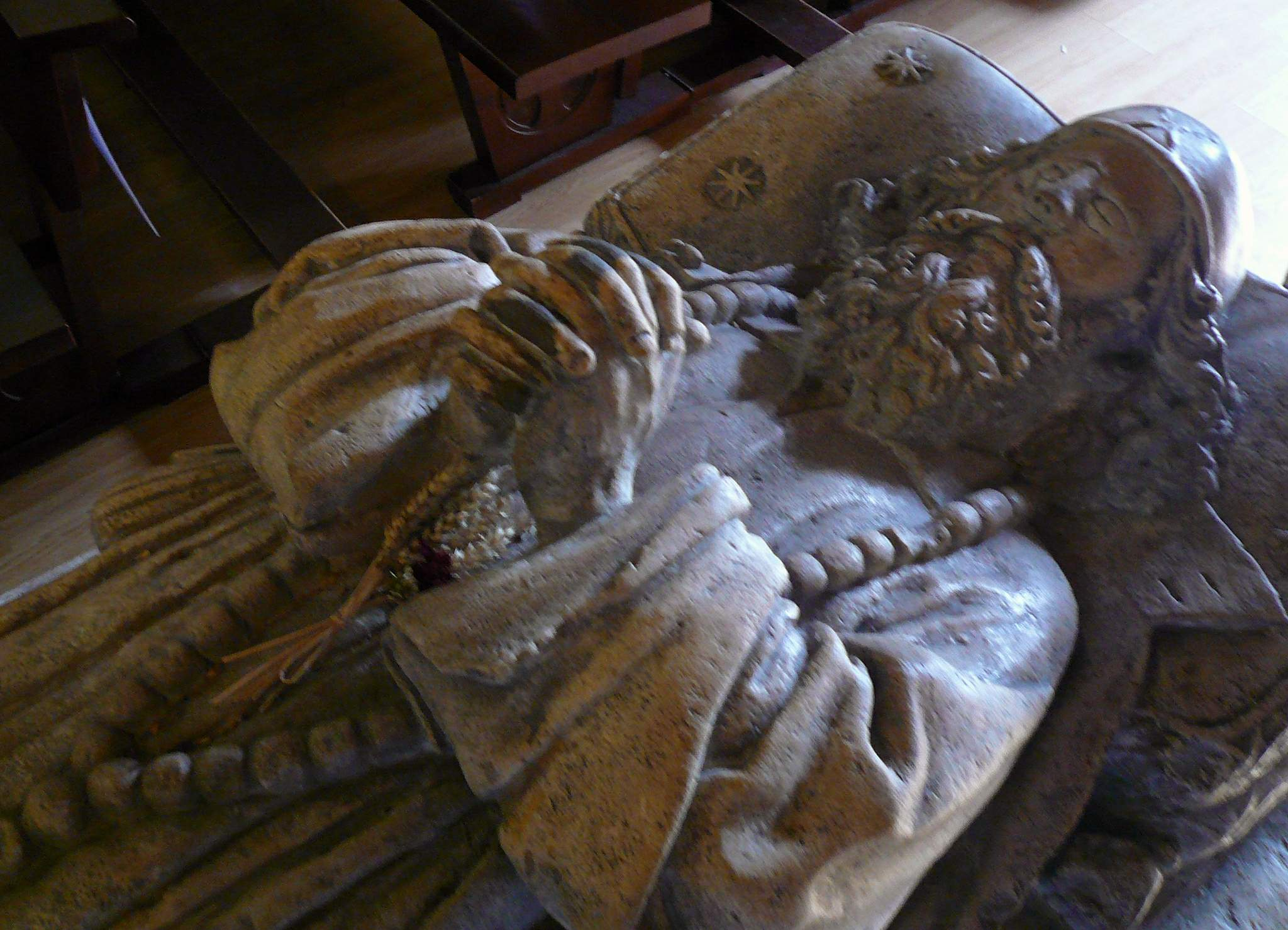
Tumba de San Amaro en su ermita en Burgos

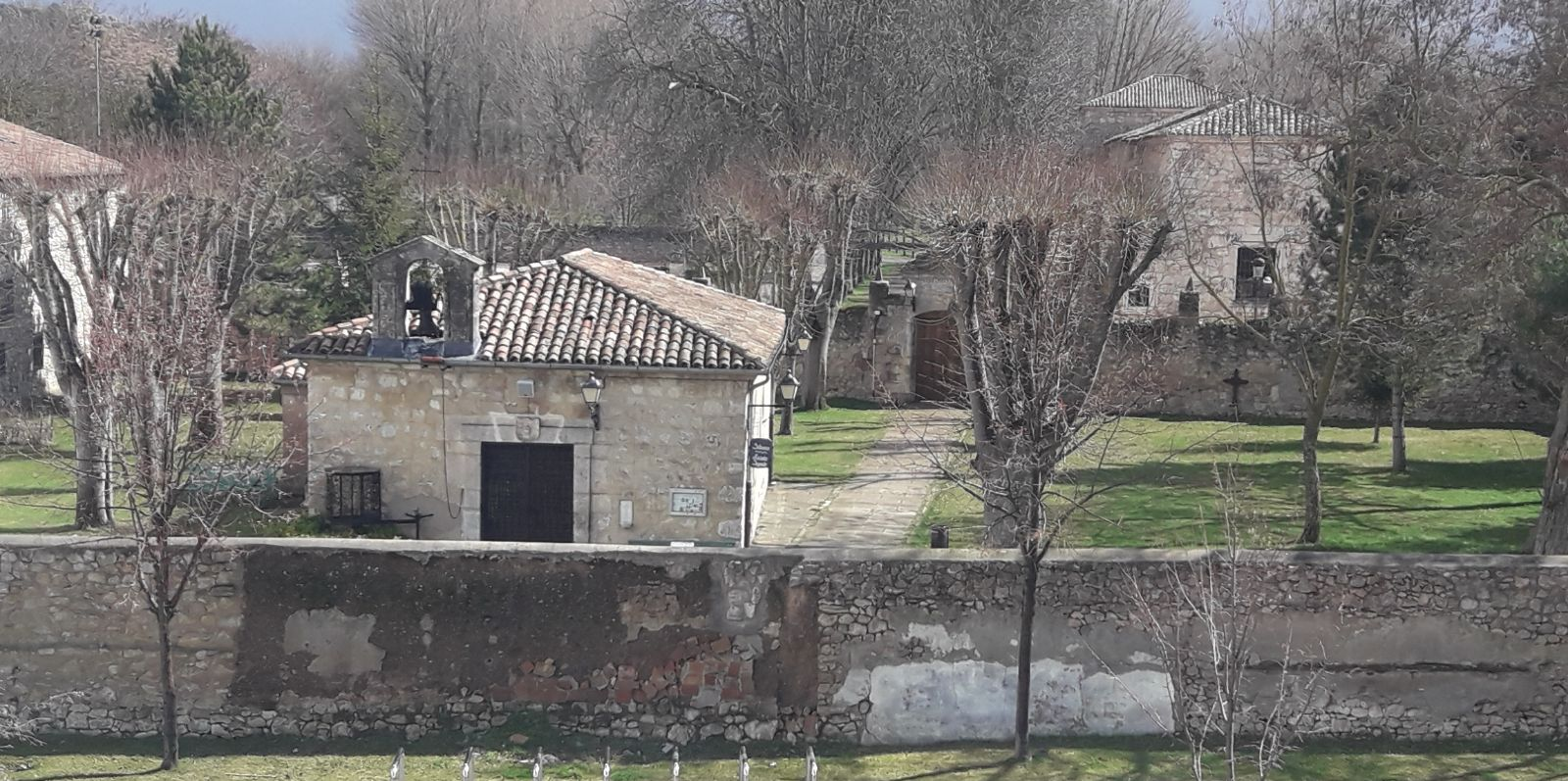
Fachada oeste de la ermita de San Amaro en Burgos

## Iglesias dedicadas a San Amaro
- Ermita de San Amaro, en Burgos.
- Pazo de San Amaro, en Porto (Salvaterra de Miño, Galicia).